# Wagneriana gavensis
Wagneriana gavensis là một loài nhện trong họ Araneidae.
Loài này thuộc chi Wagneriana. Wagneriana gavensis được Hélio Ferraz de Almeida Camargo miêu tả năm 1950.